# Juan de Rada
Juan de Rada o menos conocido como Juan de Herrada, Juan de Ferrada o Juan de Errada (n. Obanos, Reino de Navarra, 1487 - Jauja, gobernación del Perú, julio de 1541) era un conquistador y explorador español que actuó en las conquistas de México, Honduras, Perú e igualmente participó en el descubrimiento de Chile y la primera guerra civil entre los conquistadores del Perú como jefe importante del bando almagrista. Tras la derrota y muerte de Almagro el Viejo, ofició de ayo o tutor de Almagro el Mozo, convirtiéndose en el virtual jefe del bando almagrista. Fue uno de los asesinos del marqués Francisco Pizarro y, según la versión más aceptada, quien le infirió la mortal estocada en el cuello. Nombrado capitán general del ejército de Almagro el Mozo, enfermó poco después y falleció.

## Biografía
Participó en la conquista de México y Honduras con Hernán Cortés, y este último lo envió a Roma como su embajador ante el papa Clemente VII, llevándole "un rico presente de piedras ricas y joyas de oro, y dos indios maestros de jugar palo con los pies", a decir de Bernal Díaz del Castillo. Estuvo diez días en Roma, en abril de 1529, al cabo de los cuales el Pontífice le obsequió una suma de ducados, una recomendación para que fuera nombrado capitán y le dieran una buena encomienda de indios, un memorial para Hernán Cortés y unas bulas perdonando a sus soldados los desmanes cometidos.
E incluso el Papa lo hizo Conde palatino, esto es, un título nobiliario reconocido en el interior del palacio papal. Consiguió también que Clemente VII legitimara a tres hijos naturales de Hernán Cortés (Martín Cortés, Luis de Altamirano y Catalina Pizarro), le otorgara el patronato del hospital de la Concepción o de Jesús, y los diezmos y primicias de las propiedades de Cortés para construir templos y hospitales, cosa esta que la Corona no aceptó por atentar con lo convenido en el Regio Patronato. 
Al retornar a México, ninguna de las recomendaciones hechas por el Papa a su favor le fueron concedidas, pues Cortés ya no mandaba en México. Decidió entonces pasar al Perú en la expedición de Pedro de Alvarado, que arribó a su destino en 1534. Cuando Alvarado prefirió retirarse luego de vender su ejército a precio de oro a Almagro el Viejo, Rada se quedó en el Perú, sumándose a los almagristas, siendo entonces hecho capitán.
Acompañó a Almagro en la expedición que logró el descubrimiento de Chile, y luego lo apoyó durante la guerra civil que culminó en la derrota almagrista en la batalla de las Salinas. Luego de la muerte de Almagro el Viejo, se convirtió en tutor de su hijo Diego de Almagro el Mozo, reemplazando en dicha función a Diego de Alvarado, ausente y envenenado en Valladolid. Por instigación de los pizarristas, tanto Almagro como Rada pasaron a establecerse en Lima.
Habiendo quedado reducido a la miseria los almagristas, estos también pasaron a Lima, juntándose en torno de Almagro el Mozo. Todos ellos, conocidos como los “Caballeros de la Capa” planearon asesinar a Francisco Pizarro, cansados de esperar la llegada del juez enviado por la Corona, Cristóbal Vaca de Castro, quien se demoraba debido a los temporales. Pero por consejo de Rada, tuvieron el cuidado de que el joven Almagro no participara directamente en el hecho, para evitar que corriera peligro.
Se cuenta a propósito una anécdota, según la cual Pizarro llamó a Rada para entrevistarse, produciéndose el encuentro en la huerta solariega de Pizarro. Este preguntó a Rada si era cierto que andaba comprando armas para asesinarle. Rada respondió que, efectivamente, había comprado armas pero que era para su defensa, ya que corría el rumor de que el marqués había ordenado matar al juez Vaca de Castro y que pensaba hacer lo mismo con los almagristas. Pizarro, con rostro airado, replicó que todo eso era falso, ya que él, más que nadie, deseaba la llegada del juez para de una vez ventilar las diferencias entre los conquistadores. Dicho ello, despidió a Rada, no sin antes regalarle unas naranjas que cortó de su huerto, que eran las primeras en brotar en suelo del Perú. 

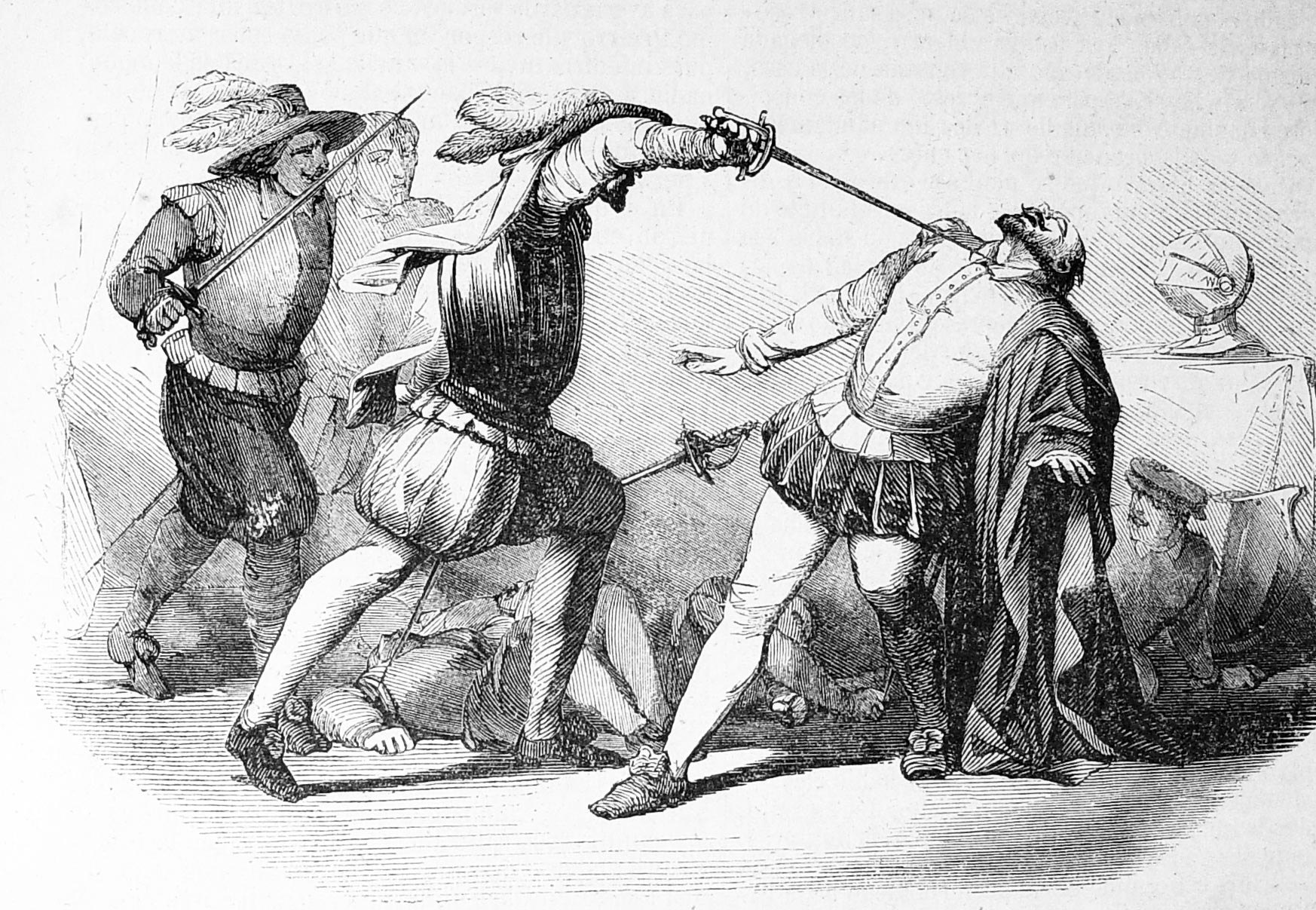
Asesinato de Francisco Pizarro a manos de los almagristas, según un grabado del. Una versión muy extendida atribuye a Rada la estocada mortal en la garganta que acabó con la vida del marqués gobernador.

El 26 de junio de 1541, los almagristas, encabezados por Rada, asaltaron la casa de Pizarro, vociferando “¡Muera el tirano!”. Arguyeron el pretexto de que el marqués quería asesinar a Almagro el Mozo; querían, pues, adelantársele (según ellos). Viendo que Pizarro se batía ardorosamente apoyado por unos cuantos fieles, Rada recurrió  a un ardid para doblegarlo: tomó a uno de sus propios correligionarios, de apellido Narváez, y lo empujó hacia Pizarro, quien lo atravesó con su espada, pero el peso del cuerpo lo hizo retroceder, lo que fue aprovechado por sus atacantes para rodearlo y matarle a estocadas. Se dice que fue Rada quien le dio la mortal estocada en el cuello al marqués, pero otros dos se disputan tal hazaña: Martín de Bilbao y Juan Balsa.
Muerto el marqués, Almagro el Mozo pasó a aposentarse en la casa de Pizarro y al poco tiempo fue reconocido por el Cabildo colonial como Gobernador del Perú, aunque todos sabían que Rada era quien realmente tenía las riendas del poder.
Cuando Pedro Álvarez Holguín alzó la bandera del Rey en el Cuzco, Almagro el Mozo y los suyos abandonaron Lima y se adentraron a la sierra, en busca de sus adversarios. Rada le siguió, ya investido como Capitán General, pero empezó a sentirse mal de salud en Huarochirí. Era ya por entonces un hombre de 42 años.
Algunos atribuyeron el origen de su enfermedad a un veneno que le había suministrado Juan Balsa, aunque Pedro Pizarro, el cronista, sostuvo que ese mal era solo consecuencia de un golpe en la pierna que le ocurrió a Rada cuando acudió a matar a Pizarro. Lo cierto es que Rada se vio obligado a renunciar al mando, aconsejando a Almagro que eligiera como su sucesor a García de Alvarado o a Cristóbal de Sotelo. Llegado a Jauja, Rada empeoró a tal grado que ya no pudo continuar el viaje al Cuzco; poco después falleció.